# 謝克爾符號
謝克爾符號 (₪) 是以色列新謝克爾的貨幣符號。這個符號啟用於1985年9月22日。